# Acacia anthochaera
Acacia anthochaera — вид квіткових рослин з родини бобових, що зростає в Австралії: Західна Австралія. Росте в піску або суглинку в лісах або чагарниках у низинних районах від поблизу Юни до Каукауінгу та біля мосту Галена та Каррун-Хілл у біорегіоні Ейвон Вітбелт, Кулгарді, Джералдтонські піщані площі, Мерчісон і Ялгу в Західній Австралії. Це округлий кущ або дерево з вузьколінійними філодіями, китицями з 4–9 квітковими головами яскравих світло-золотистих квіток і вузько-довгастими стручками до 85 мм завдовжки.

## Морфологічний опис
Acacia anthochaera — голий округлий кущ або дерево, яке зазвичай досягає 1–5 м у висоту, іноді до 7 м. Його філодії вузьколінійні, здебільшого 90–150 мм завдовжки і 2–5 мм завширшки, із залозкою на верхньому краю. Квітки зібрані в одну або дві китиці в пазухах листочків, завдовжки 7–15 мм, з 4–9 кулястими головками на квітконосі завдовжки 7–12 мм. Голови містять від 25 до 35 світло-золотистих квіток. Цвітіння було зареєстровано з серпня по грудень, з основним спалахом у вересні. Стручок вузько-довгастий, до 85 мм завдовжки та 5–8 мм завширшки. Насіння від темно-коричневого до чорнуватого, від довгастого до еліптичного або яйцеподібного 4–5 мм завдовжки та 3.0–3.5 мм завширшки.